# TV Verde Azul
TV Verde Azul foi uma emissora de televisão brasileira sediada em Botafogo,porém a sede da emissora ficava em Niterói, no estado do Rio de Janeiro. Operava no canal 40 UHF e era afiliada à Top TV. Pertencia ao publicitário Marcelo de Oliveira, e foi inaugurada no dia 30 de janeiro de 2010. Foi extinta no dia 23 de novembro de 2017, quando o sinal analógico na Grande Rio foi desligado, e a emissora, até aquele momento, não tinha lançado seu sinal digital.

## História
Após a Tupi TV perder sua concessão na cidade de Niterói, o publicitário Marcelo Felipe de Oliveira ganha outorga do canal 57 UHF em 6 de agosto de 2009;  e no inicio de 2011, a TV Verde Azul deixou de operar no 57 UHF para transmitir seu sinal através do canal 40 UHF de Niterói.
Após cinco meses de projetos, compra de equipamentos e finalmente no dia 31 de janeiro de 2010 ao meio-dia, é lançada a TV Verde Azul, afiliada da RBTV.
No dia 29 de março, porém deixa de retransmitir o sinal da Rede Brasil para se afiliar à Rede Mundial.
Mais a frente, devido a desentendimentos com a alta cúpula da emissora de Valdemiro Santiago, por atrasar o pagamento para manter a emissora no ar, em 15 de julho de 2010, a TV Verde Azul rompe o contrato com a TV Igreja Mundial.
Em 29 de novembro de 2010, testes foram realizados para que a TV Verde Azul voltasse ao ar e uma imagem com de uma tela de função de "busca pre-configurada" e com a janela de aviso de " nenhuma programação encontrada", o que poderia ser um futuro teste para entrada de um novo canal, que então seria a TV Esporte Interativo.
No dia 10 de dezembro de 2010, a TV Verde Azul passou a ser afiliada do Esporte Interativo parceria que durou até julho de 2011.  Após a TV Verde Azul ter rompido com a TV Esporte Interativo, a emissora volta no ar depois de 7 meses fora do ar sem exibir nenhum tipo de conteúdo, até que em fevereiro de 2012, o canal Terraviva  passou a ser retransmitido pelo canal 40 UHF. A emissora do publicitário Marcelo Felipe rompe com o canal Terraviva, no inicio de 2013, por motivos desconhecido e novamente fica alguns meses fora do ar, e somente em outubro de 2014, o canal volta a retransmitir uma outra emissora, desta vez é a Top TV que é um canal que exibe somente Video clipes  e pertence a Rede Mundial de Comunicações. Durante todo ano de 2015, a TV Verde Azul ficou fora do ar novamente por motivos desconhecidos, voltando somente no dia 11 de dezembro de 2015, retransmitindo novamente a Top TV